# Хадд
Хадд (араб. حد‎ [х̣адд] — букв. «удержание», «пресечение») — наказания, которые шариатский судья налагает за преступления против нравственности и общественного порядка, на которые есть указания в Коране и сунне пророка Мухаммада. К таким преступлениям относятся: кощунство, развратные действия, лжесвидетельство, клевета, пьянство, азартные игры, мошенничество и др. Преступления, на которые не указаны в Коране и сунне, относятся к категории тазир и наказываются на усмотрение шариатского судьи (кади).

## Порядок применения
Так как хадд налагается за преступления не против отдельной личности, а против закона, то хадд обязательно должен быть приведён в исполнение. Он осуществляется нанесением от 40 до 100 ударов плетью или палкой. После отбытия наказания преступник обязательно должен покаяться (тауба) и искупить свою вину (каффара).
Хадд налагается только по приговору шариатского судьи, который определяет число ударов и их силу. Наносимые удары не должны быть чересчур сильны, чтобы при наказании не убить наказуемого и не повредить его внутренние органы. Если наказуемый всё же умер, то, по одним мазхабам, его наследники должны получить возмещение (дийа) из общественных средств, по другим — никто не считается виновным в его смерти, кроме закона. Хадд может приводиться в исполнение в любом общественном месте, за исключением мечети. При наказании женщины не должно оголиться её тело (аврат), а мужчина должен быть в такой одежде, которая бы не смягчала наказание.
По староосманскому праву хадд мог быть заменён крупным денежным штрафом. Этот порядок воспринят законодательствами многих современных исламских государств.

## Комментарии
1. ↑  Примирение сторон и прощение за такие преступления невозможно.
2. ↑  Сверх наказания плетьми может быть ещё наложено назидательное наказание (та’зир).
3. ↑  В зависимости от состояния наказуемого, назначенное число ударов может быть нанесено за один раз или за несколько.